# イオン厚木店
イオン厚木店（イオンあつぎてん）は、神奈川県厚木市に所在する、イオンリテール株式会社が運営するGMS（総合スーパー）。

## 概要
1981年11月に株式会社百貨店連合（現在、東北地方に百貨店を展開するさくら野百貨店・エマルシェの前身）が運営するダックシティ厚木百貨店として開店。1992年に、ニチイ（1996年にマイカルに社名変更）に運営が移管され厚木ビブレ、マイカルの経営破綻を経て2003年にリニューアルし、厚木サティとなる。

## 年表
- 1981年（昭和56年）11月6日 - 百貨店連合（後のダックシティ）が、ダックシティ厚木百貨店として開店。
- 1992年（平成4年）9月 - 厚木ビブレとしてリニューアル。同時に運営会社がダックシティからニチイに変更される。
- 2003年（平成15年）11月 - 厚木サティに業務転換。
- 2011年（平成23年）3月1日 - 株式会社マイカルがイオンリテール株式会社に吸収合併されたことに伴い、店舗名称を厚木サティからイオン厚木店に変更。
- 2016年（平成28年）9月 - 4階から8階をガーデンシティ厚木として営業開始。イオン厚木店は地下1階から3階までに規模を縮小。

## フロア構成
- 8F:ガーデンシティ厚木 飲食・カルチャー・クリニック・ホビーのフロア
- 7F:ガーデンシティ厚木 トラベル・カルチャー・クリニック・サービスのフロア、神奈川県パスポートセンター県央支所
- 6F:ガーデンシティ厚木 家具インテリアのフロア
- 5F:ガーデンシティ厚木 ライフスタイル・バラエティ雑貨・アミューズメントのフロア
- 4F:ガーデンシティ厚木 ビューティ・ファッション・スポーツのフロア
- 3F:イオン厚木店 紳士・子供と暮らしのフロア…生活用品、子供用品、肌着、靴下、紳士ファッション、文具、家電、専門店
- 2F:イオン厚木店 婦人と服飾のフロア…婦人ファッション、靴(グリーンボックス)、専門店
- 1F:イオン厚木店 食と美と健康のフロア…銘店、ベーカリー、リカーショップ(イオンリカー)、化粧品、医薬品、ペット用品、自転車、サービスカウンター、専門店
- B1F:イオン厚木店 食品のフロア…食料品、日用消耗品、花、サービスカウンター(たばこ販売あり)、専門店

## 店舗概要
- 開店日：1981年11月6日
- 店舗構造：
- 営業時間：9:00 - 22:00（地下1階食品売場は8:00 - 23:00、ガーデンシティ厚木は10:00〜20:00(店舗によって異なる場合がある)）
- テナント：イオン厚木店と58の専門店(ガーデンシティ厚木所属店を含む)
- 駐車場：中町立体駐車場（契約駐車場）営業時間／6:00 - 24:00
- 駐車料金／30分までごとに150円(イオン厚木直営売場で1000円以上買い物をすると2時間まで無料、専門店ではそれぞれ対応が異なる)
- 収容台数／548台 ※イオン厚木店の3階に連絡通路（駐車場ビル側は4階）あり。

## 交通

### 自動車
国道246号線　水引交差点より3分（相模大橋手前）

### 鉄道・バス
小田急小田原線 本厚木駅東口から徒歩3分 北口からは徒歩5分
神奈川中央交通 厚木バスセンター正面
- 本厚木駅東口とイオン厚木店の間は本厚木駅東口地下道で連絡している。